# Gregorčičeva učna pot
Gregorčičeva učna pot je literarna učna pot, poimenovana po slovenskem pesniku Simonu Gregorčiču. Zasnovala sta jo Ljuba Sivec, učiteljica na podružnični šoli Osnovne šole Simona Gregorčiča v Smasteh, in Pavel Čertič iz Kobarida.

## Opis poti
- Potek poti: Smast – Libušnje – Vrsno – Selce – Sv. Lovrenc – Smast
- Točke na poti: 1. Podružnica OŠ Kobarid v Smasteh | 2. Cerkev Sv. Duha na Libušnjem | 3. Gregorčičeva rojstna hiša | 4. Knik | 5. Gregorčičev grob
- Celotna učna pot je dolga 11,5 kilometra in s postanki traja približno pet ur. Začne in konča se v vasi Smast.
- Na poti sta pomembna predvsem dva postanka, prvi na Vrsnem, v Gregorčičevi rojstni hiši, in drugi pri cerkvi svetega Lovrenca, ob pesnikovem grobu. Ti dve točki sta tudi predlog za krajšo različico učne poti, ki traja približno dve uri.

1. postaja: podružnica OŠ Simona Gregorčiča Kobarid. Podružnična osnovna šola v vasi Smast je svoja vrata odprla leta 1898. Desetletje kasneje je bilo sezidano novo šolsko poslopje, ki ga je leta 1976 prizadel potres. Šola za pouk ni bila več primerna, zato so postavili novo.
2. postaja: cerkev Sv. Duha na Libušnjem. Od šole se cesta strmo dviga proti vasi Libušnje. Ob poti so znamenja – kapelice in seniki ter kozolci, ki so nekdaj služili za spravilo sena. Ko se približamo Libušnjemu, najprej opazimo zvonik cerkve Svetega Duha. Cerkev je bila posvečena leta 1571. Od tam se odpira pogled na srednjesoško dolino. Gregorčič je tu obiskoval vaško enorazrednico, prejel zakramente ter pel novo mašo. Na Libušnjem danes ni več šole, kdaj je začela delovati, pa ni znano. Gregorčič je po opravljenem prvem razredu šolanje nadaljeval v Gorici.  
»Z višave zelene je cerkvica bela

prijazno v dolinski odsevala cvet;

gor romarjev četa je mnoga hitela

po mir, po tolažbo, ki nima ju svet.«

(Simon Gregorčič: Svetišče)
Ob poti proti Vrsnemu je več kapelic. Večinoma so bile zgrajene v zahvalo, ko se je določen vojak vrnil s fronte prve svetovne vojne. Eno pa je postavil domačin, ker je pri padcu z visokega drevesa po srečnem naključju ostal nepoškodovan. Gregorčič je po tej poti hodil v šolo in cerkev. Na začetku Vrsnega je napis, da se nahajamo v »Planinskem raju«. Vas leži namreč pod Krnom, ki je z 2244 m. n. v. najvišja gora Krnskega pogorja.
»Vrsno, kraj na mirnem vŕsi

ljubil bodem te srčno,

dokler mi srce živó

grelo bode vroče prsi!«

(Simon Gregorčič: Vrsno, naš dom)
3. postaja: Gregorčičeva rojstna hiša. Z majhnega vrsenskega »placa« vodi na desno ozka ulica do Gregorčičeve rojstne hiše (Vrsno 27). Leta 1951 je Muzejsko društvo iz Tolmina v hiši uredilo spominsko sobo, kasneje pa je prešla v upravljanje Goriškega muzeja. Leta 1966 so celotno hišo preuredili v spominski muzej, ki je leta 2006, ob stoletnici pesnikovega rojstva, doživela še eno prenovo – tokrat znova pod upravljanjem Tolminskega muzeja (od l. 2002). V hiši je stalna razstava, ki s predmeti in grafičnimi ponazoritvami prikazuje Gregorčičevo življenje, delo, njegov rod in sodobnike ter samo dobo, v kateri je živel. 
Na hiši sta dve spominski plošči. Prva se nahaja pri vhodu: »To hišo, kjer je bil rojen / Simon Gregorčič 1844–1906 / so Slovenci uredili in odkupili / ob šestdesetletnici pesnikove smrti.«
Druga je na steni za vogalom sprednje strani hiše: »V tej hiši se je rodil 15. oktobra 1844 l. / pesnik / SIMON GREGORČIČ. / Umrl je v Gorici 24. novembra 1906. / Ozidje, ki si zmožno bilo, / Da velepevca si rodilo, / Ti, ako takó si malo, / Na vek se boš veliko zvalo.« 
Postaja: Knik. Izpred rojstne hiše se vrnemo  na cesto in zavijemo na levo. Kmalu se začne kolovoz, ki po nekaj deset metrih pripelje na razgledno točko Knik na obrobju vasi. Od tod se vidi Gregorčičev slap in pobočje Mrzlega vrha. Pod vasjo Vrsno se stekajo trije potoki, ki se v spodnjem toku imenujejo Volarnik. Njihov padec je neenakomeren in strm, zato je nastalo enajst slapov. Leta 1981 je bil na Črešnjah – del vasi Vrsno – postavljen Gregorčičev doprsni kip, vendar ga danes ni več tam. Mavčni odlitek tega kipa je bil postavljen tudi v avli osnovne šole v Kobaridu. 

Z Vrsnega se pot spusti proti vasi Selce. Vmes prečkamo Bukovje, kjer naj bi po ustnem izročilu 15. oktobra pesnikova mati rodila drugega sina. Še isti dan so ga na Libušnjem krstili za Simona. 
Nižje po poti je odcep za Selce, vendar nadaljujemo po poti v smeri vasi Kamno. Tabla usmeri na stezo, po kateri pridemo v gozd, posut z belim kamenjem, po katerem je vas Kamno dobila ime. Do gozda usmerjajo table, dalje pa znamenja v podobi slavčka na drevesih. Pot je tu premalo označena ali pa vsaj neočiščena oziroma zarasla, svoje pa je dodal tudi žledolom. Čez pašnik in dalje po stezi pridemo do glavne ceste, s katere že od daleč zagledamo osameli grič s cerkvijo Svetega Lovrenca.
4. postaja: Gregorčičev grob. Na pokopališču ob cerkvi je Gregorčičev grob z marmornim reliefom kiparja Antona Bitežnika. Odkrit je bil leta 1908, izdelan pa je po motivu čolnarja iz pesmi Naš čolnič otmimo. Motivu sledi tudi napis na nagrobniku: »Naš čolnič pogube otmimo!« S. Gregorčič. Levo in desno stran napisa krasita vzidana medaljona z verzi iz Gregorčičeve pesmi Naša zvezda.
»Planinski dom in planinski mir

zapustil je rano ta mladi pastir;

med svet ga je gnalo kopnenje srca

iskat učenost in sreče sveta.

A zábil pastirček sred daljne ravnine –

nikoli ni zábil domače planine.

Tja k reki tekoči s predragih planin

zahajal pogosto planinski je sin.«

(Simon Gregorčič: Naš čolnič otmimo!)
Po obisku pokopališča se odpravimo proti izhodiščni točki v vasi Smast, ki se vidi tudi z griča pri cerkvi Sv. Lovrenca.